# Avenue Marcel-Doret (Toulouse)
Pour l’article homonyme, voir Avenue Marcel-Doret.
L'avenue Marcel-Doret est une voie de Toulouse, chef-lieu de la région Occitanie, dans le Midi de la France.

## Situation et accès

### Description
L'avenue Marcel-Doret est une voie publique. Elle traverse le quartier de la Roseraie, dans le secteur 4 - Est.
La chaussée compte une voie de circulation automobile dans chaque sens. Elle appartient à une zone 30 et la vitesse y est limitée à 30 km/h. Il n'existe pas d'aménagement cyclable.

### Voies rencontrées
L'avenue Marcel-Doret rencontre les voies suivantes, dans l'ordre des numéros croissants (« g » indique que la rue se situe à gauche, « d » à droite) :
1. Route d'Agde (g)
2. Rue Théodore-Lenotre (d)
3. Rue des Orchidées
4. Avenue du Président-Gaston-Doumergue (g)
5. Rue des Primevères (d)

## Odonymie

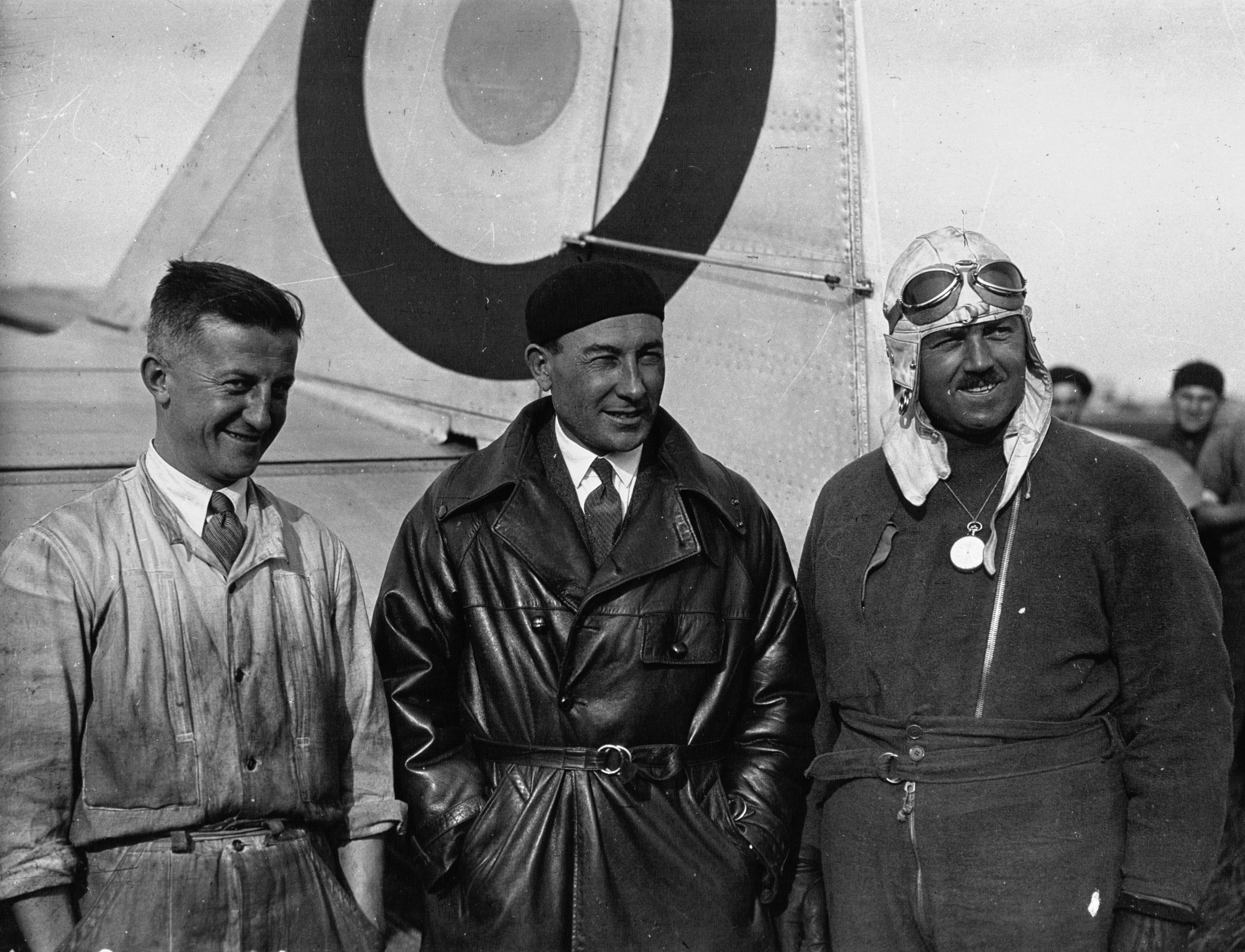
René Mesmin, Joseph Le Brix et Marcel Doret en 1931 (agence de presse Meurisse, BnF).

L'avenue a reçu le nom de Marcel Doret (1896-1955), aviateur et pilote d'essai pour Émile Dewoitine. En 1931, financé par le milliardaire François Coty, il forme un équipage avec René Mesmin et Joseph Le Brix sur un Dewoitine D.33. Le 12 septembre, alors qu'il survole l'Oural, le moteur cale : Joseph Le Brix et René Mesmin meurent dans l'accident. En 1944, pendant la Seconde Guerre mondiale, et à la suite de la Libération de Toulouse, il prend le commandement du 1er groupe de chasse FFI. Après la guerre, il continue à se produire lors de meetings aériens et de démonstrations. Il meurt dans sa résidence secondaire au Vernet.
L'avenue a toujours porté ce nom : la décision en est prise en 1933, du vivant même de Marcel Doret. Il est remarquable qu'elle se prolonge au nord-ouest par l'avenue Joseph-Le Brix.

## Patrimoine et lieux d'intérêt

### Lotissement de la S.I.T.E.E.V.
Le lotissement est créé le 1er décembre 1930 par la Société immobilière toulousaine pour l'extension et l'embellissement de la ville (S.I.T.E.E.V.), constituée pour l'aménagement des nouveaux quartiers de la Roseraie et de Jolimont. Le premier est délimité par la rue de Caumont et le chemin des Argoulets à l'est, l'avenue de Lavaur au sud, l'avenue Joseph-Le Brix et le chemin Michoun à l'ouest, l'avenue de la Roseraie, la rue Théodore-Lenotre et la route d'Agde au nord.
- no  3 : maison (vers 1930)[4].
- no  11 : maison (1937)[5].
- no  24 : maison (vers 1930)[6].